# Sericothrips bicornis
Sericothrips bicornis är en insektsart som först beskrevs av Heinrich Hugo Karny 1910.  Sericothrips bicornis ingår i släktet Sericothrips, och familjen smaltripsar. Arten är reproducerande i Sverige.